# Pescoço de Galinha
Pescoço de Galinha ou Akhnoor Dagger é uma estreita faixa do território paquistanês que se estende até estado indiano de Jammu e Caxemira, sul de Akhnoor. Uma parte minúscula de terra que fica de facto na fronteira indo-paquistanesa, no lado oeste da região disputada da Caxemira, faz parte do distrito de Sialkot na província de Punjab e possui aproximadamente 170 km². Tem sido um ponto central em todas as guerras envolvendo a Índia e o Paquistão já que é visto como um corredor para a maior parte de Jammu e Caxemira. Um dos pontos principais da Operação Grand Slam na Guerra Indo-Paquistanesa de 1965 foi capturar Akhnoor através do Pescoço de Galinha que poderia potencialmente sufocar o exército indiano na região; no entanto, o plano falhou. Durante a guerra de 1971, as tropas indianas de 19ª Brigada de Infantaria sob o brigadeiro (mais tarde o Tenente-General) Mohindar Singh foram capazes de tomar posse desta faixa de terra.